# Václaví
Václaví je malá vesnice, část města Rovensko pod Troskami v okrese Semily. Nachází se asi 3,5 kilometru severně od Rovenska pod Troskami. Prochází zde silnice II/282.
Václaví je také název katastrálního území o rozloze 1,44 km².

## Historie
První písemná zmínka o vesnici pochází z roku 1409.